# Doris McCarthy

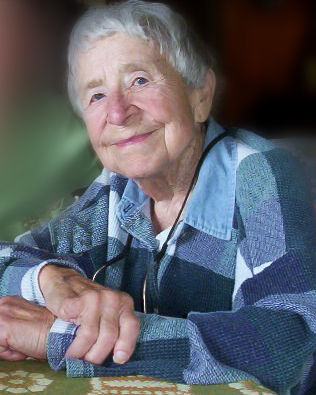
Doris McCarthy

Doris McCarthy (* 7. Juli 1910 in Calgary in Alberta; † 25. November 2010 in Scarborough, Ontario) war eine kanadische Malerin, die sich auf abstrakte Landschaften spezialisierte.

## Leben
McCarthy besuchte das Ontario College of Art von 1926 bis 1930, wo sie Preise errang und diverse Stipendien erhielt. Sie wurde Lehrerin und blieb von 1932 bis zu ihrem Ruhestand im Jahr 1972 an der Central Technical School in Toronto. Die meiste Zeit verbrachte sie in Scarborough. Sie reiste viel und malte Landschaften der verschiedensten Länder, wie Costa Rica, Spanien, Italien, Japan, Indien, England und Irland. Am bekanntesten wurden ihre Bilder der kanadischen Landschaften und der arktischen Eisberge. Im Jahr 1989 absolvierte sie an der University of Toronto in Scarborough mit einem BA in Englisch.
McCarthys Werke wurden in Kanada und im Ausland ausgestellt und gesammelt, sowohl in öffentlichen als auch in privaten Kunstgalerien.

## Ausstellungen
- National Gallery of Canada
- Art Gallery of Ontario,
- The Doris McCarthy Art Gallery in der University of Toronto bei Scarborough
- Tuck Galerie.

## Werke
McCarthy hat drei Autobiografien verfasst. 
- A Fool in Paradise. Toronto: MacFarlane, Walter & Ross, 1990
- The good wine Toronto: MacFarlane, Walter & Ross, 1991
- Ninety Years Wise. Toronto: Second Story Press, 2004

## Auszeichnungen
Sie wurde mit dem Order of Ontario und dem Order of Canada geehrt. Sie war  Ehrendoktor der University of Calgary, der University of Toronto, Trent University, der University of Alberta und der Nipissing Universität, Ehrenmitglied des Ontario College of Art und Design. Nach ihr wurde eine Galerie in Toronto auf dem Scarborough Campus der Universität benannt.